# 黑蒿
黑蒿（学名：Artemisia palustris）为菊科蒿属的植物。分布于蒙古、俄罗斯、朝鲜以及中国大陆的吉林、黑龙江、内蒙古、辽宁、河北等地，生长于海拔250米至1,500米的地区，常生于森林草原、河湖边的沙质地、中、低海拔地区的草原或低处草甸中等，目前尚未由人工引种栽培。

## 别名
沼泽蒿（辽宁、内蒙古），“阿拉坦-沙里尔日”（蒙语名）